# My Sin
Pour plus de détails, voir Fiche technique et Distribution.
My Sin est un film américain de George Abbott sorti en 1931.

## Synopsis
Acquittée des accusations de meurtre pour légitimes défense, Carlotta, une danseuse, déménage à New York pour commencer une nouvelle vie...

## Fiche technique
- Titre original : My Sin
- Réalisation : George Abbott
- Scénario : Owen Davis, Adelaide Heilbron et George Abbott (adaptation) d'après une pièce de Frederick J. Jackson
- Production : George Abbott
- Société de production : Paramount Pictures
- Photographie : George J. Folsey
- Montage : Emma Hill
- Musique : Johnny Green, Frank Tours (non crédités)
- Langue : anglais
- Pays : américain
- Genre : Drame
- Format : Noir et blanc - 35 mm - 1,20:1 - Son : Mono
- Durée : 80 minutes
- Date de sortie :
  - États-Unis : 3 octobre 1931

## Distribution
- Tallulah Bankhead : Carlotta / Ann Trevor
- Fredric March : Dick Grady
- Harry Davenport : Roger Metcalf
- Scott Kolk : Larry Gordon
- Anne Sutherland : Mme Gordon
- Margaret Adams : Paula Marsden
- Lily Cahill : Helen Grace
- Jay Fassett : James Bradford
- Joseph Calleia : Juan